# عبد الله الطيب

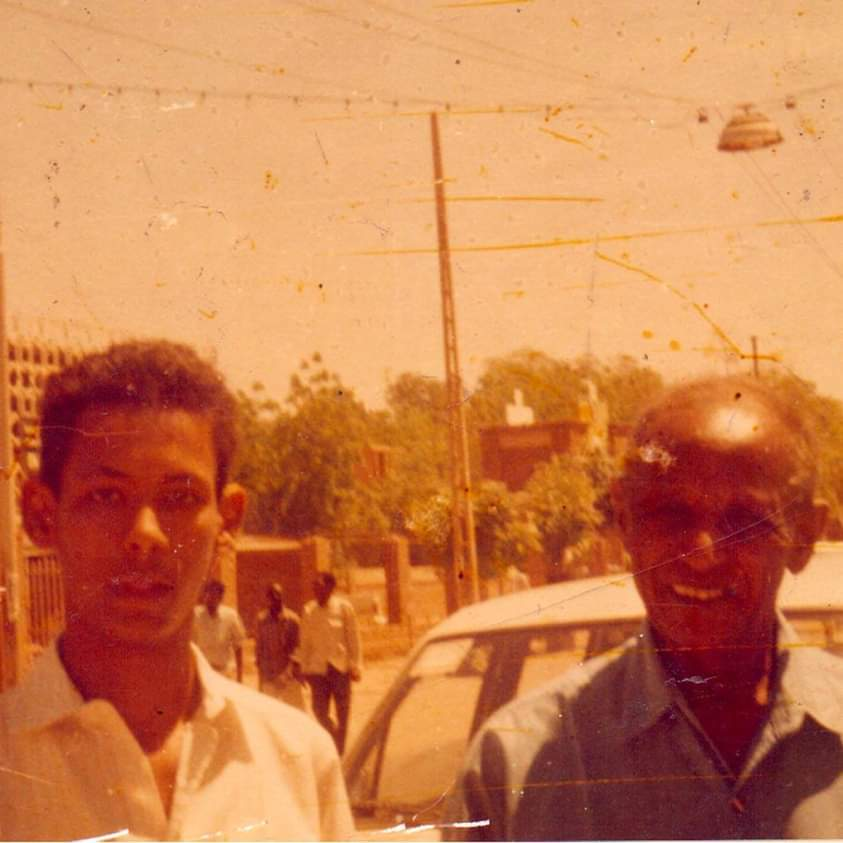
بدر الدين العتَّاق مع البروفيسور عبد الله الطيب

عبد الله الطيب عبد الله الطيب ولد بقرية التميراب غرب الدامر في 25 رمضان 1339 هـ – الموافق 2 يونيو 1921م. توفي في 19 ربيع ثاني 1424 هـ الموافق 19 يونيو 2003م. والداه الطيب عبد الله الطيب وعائشة جلال الدين وهو ابن محمد بن أحمد بن محمد المجذوب.
تعلم بمدارس كسلا والدامر وبربر وكلية غوردون التذكارية بالخرطوم(جامعة الخرطوم) والمدارس العليا ومعهد التربية ببخت الرضا وجامعة لندن بكلية التربية ومعهد الدراسات الشرقية والأفريقية. نال الدكتوراة من جامعة لندن (SOAS) سنة 1950م. عمل بالتدريس بأم درمان الأهلية وكلية غوردون التذكارية وجامعة بخت الرضا وجامعة الخرطوم وغيرها. تولّى عمادة كلية الآداب بجامعة الخرطوم (1961 - 1974م) كان مديراً لجامعة الخرطوم (1974 - 1975م). وكان أول مدير لجامعة جوبا (1975 - 1976م). أسس كلية بايرو بكانو «نيجيريا»، وهي الآن جامعة مكتملة.
حصل البروفيسور”عبد الله الطيب‘’في العام 2000 م على جائزة الملك فيصل العالمية في اللغة العربية والأدب

## دواوينه الشعرية
- أصداء النيل 1957
- اللواء الظافر 1968
- سقط الزند الجديد 1976
- أغاني الأصيل 1976
- أربع دمعات على رحاب السادات 1978
- بانات رامة
- برق المدد بعدد وبلا عدد [2]

## مؤلفاته
| 1-سمير التلميذ (التعليم الأساسي). 2-من حقيبة الذكريات. 3-من نافذة القطار. 4-الأحاجي السودانية «تُرجم نصوصها إلى الإنجليزية مع زميله ما يكل ويست» 5-المرشد إلى فهم أشعار العرب وصناعتها: من خمس مجلدات. 6-مع أبي الطيب. 7-الطبيعة عند المتنبي. | 8-كلمات من فاس. 9-ما نُشر في مجلة السودان. 10-الحماسة الصغرى. 11- القصيدة المادحة. 12-شرح بائية علقمة «طحا بك قلب». 13-شرح عينية سويد. 14-بين النيّر والنّور. | 15-شرح أربع قصائد لذى الرمّة. 16-النثر الفني الحديث في السودان. 17-نوّار القطن. 18- أندروكليس درماسد «ترجمة». 19-المعراج. 20-حتّام نحن مع الفتنة باليوت. 21-Stories from the sands of Africa. 22-ملتقى السبيل |  |

## التفسير
1-جزء عم.
2-جزء تبارك.
3-جزء قد سمع.
4- تفسير القرآن الكريم مع تلاوة المُقرئ الشيخ صديق أحمد حمدون، ثم مع قراءة الشيخ إبراهيم كمال الدين، مسجّل بالإذاعة السودانية (مع الشيخ صدّيق – من 1958 إلى سنة 1969). وقد سجّل في تشاد، ومالي، وفي الإذاعات الصومالية، والموريتانية، ومكتبة الكونغرس الأمريكي.

## المسرحيات الشعرية
- زواج السمر 1958.
- الغرام المكنون 1958.
- قيام الساعة 1959.
- مشروع السدرة.
- نكبة البرامكة.[2]

## محاضراته الخاصة والعامة
1. محاضرة الإسبوع «الإذاعة السودانية».
2. سيَر وأخبار «تلفزيون السودان».[3][4][5][6][7]
3. شذرات من الثقافة «تلفزيون السودان».
4. الدروس الحسنية «كان يشارك فيها- منذ رمضان سنة 1416 هجري» في حضرة الملك الراحل الحسن الثاني، ملك المغرب.
5. خواطر عن اللغة العربية وتعليمها: ألقاها البروفيسور عبد الله الطيب في المملكة العربية السعوديةحينما دعاه وزير المعارف لزيارة جامعتي الرياض والملك عبد العزيز.
6. محاضراته العامّة في مجمّع اللغة العربية بالخرطوم- منذ سنة 1990, وحتّى تاريخ سقوطه عليلا سنة 2000م.
7. محاضرته عن: «الطبّ عند قدماء العرب»: ألقاها بكلية الطب بجامعة الخرطوم في العام 2000.
8. محاضرته عن: «الصيدلة عند العرب»: كلية الصيدلة بجامعة الخرطوم في احتفالات الكلية بالعيد الفضي.
9. محاضراته عن: «عِلم الإدارة العامة»: عُقدت في مبنى اتحاد طلّاب جامعة أمدرمان الإسلامية.
10. محاضرة بعنوان «المجامع اللغوية ودورها في حفظ اللغة العربية ونشرها في السودان»: سنوات التسعينات: 1993م. كلية اللغة العربية بجامعة القرآن الكريم والعلوم الإسلامية.
11. محاضرة عن: «الهجرة النبوية»: عقدها – بنادي شمبات- مؤسسة شمبات الثقافية الاجتماعية «النيمة» في 27 أبريل 1998م- الموافق الخميس 17 من ذي الحجة سنة 1418 هجري.
12. محاضرات في السيرة النبوية بدار الشيخ عثمان مجذوب بشمبات الجنوبية حتّى منتصف الثمانينات من القرن الماضي.
13. محاضراته التي ألقاها في إمارة الشارقة بدولة الإمارات العربية المتحدة بين يدي أميرها سلطان بن محمد القاسمي سنة 1996م، حيث قدّمه في تلك المحاضرة قريبه أستاذ اللغوّيات الدكتور أحمد بابكر الطّاهر المجذوب- مستشار جامعة عجمان. «الشريط الذي يوثق لهذه المحاضرة بطرف الأستاذ الدكتور: الصديق عمر الصدّيق نائب مدير معهد البروفيسر عبد الله الطيب للغة العربية بجامعة الخرطوم».

## مؤلفات أخرى
1. Heroes of Arabic.
2. ذكرى صديقين.
3. نغمات طروب «ديوان شعر لم يرَ النور بعد».
4. وصف جزيرة توتي للتجاني يوسف بشير «دراسة نقدية لم ترَ النور بعد».
5. هذا الصوت «أو صوت من السماء». بحث في أنساب أهله المجاذيب، وخاصة الفرع المتّصل بشاع الدين، أهدى منه نسخة إلى قريبه من أهل الدامر الأديب الفريق شرطة: عمر أحمد قدّور.

## مجلات كتب بها
كتب عبد الله الطيب حوالي 25 مقالة في مجلات عربية عدة منها:
- مجلة الثقافة.
- مجلة الآداب.
- مجلة المناهل.
- مجلة الدوحة.
- مجلة فصول.
- مجلة العرب.
- مجلة المجمع العلمي العربي.
- مجلة القاهرة.[8]

## المؤلفات الفكرية والإبداعية التي قدّم لها:-
1. سعاد: مسرحية شعرية للأستاذ: الهادي آدم-1955.
2. باليه الشّاعر: للدبلوماسي الأديب: محمد عثمان يس- يناير 1963.
3. على الطريق: ديوان الشاعر عبد النبي عبد القادر مرسال. 26-12-1978.
4. القصة العربية من منظور إسلامي: للأديب مصطفى عوضَ الله بشارة- في 17 من ذي الحجة 1415 هجري- الموافق 17-5-1995.
5. نحن والردّى: للشاعر الدبلوماسي الراحل صلاح أحمد إبراهيم. في 12 من جُمادى الأولى سنة 1420-الموافق 23-8-1999.
6. أنفاس طاهرة من لطائف السيرة النبوية: بروفيسور أحمد على الأمام. قدّم للسفر العلامة بروفيسور عبد الله الطيب المجذوب، معلقاً تعليقات علمية فقهية وأدبية كثيرة، أثبتت في الحاشية منسوبة إليه، وذلك بتاريخ 4 من ذي القعدة من سنة 1420 هجري.
7. ديوان «خواطر ومشاعر» للشاعر خليل محمد عجب الدور. الناشر: الأستاذ بشير سهل وزير التربية والتعليم بولاية القضارف.

## وفاته
توفي عبد الله الطيب في التاسع عشر من يونيو عام 2003 إثر إصابته جلطة دماغية أقعدته عن الحركة منذ العام 2000.